# Kalju Teras
Kalju Teras (auch Kaljo Teras; * 24. November 1922 in Tartumaa; † 14. November 1990 in Põltsamaa) war ein estnischer Lehrer und vieljähriger Direktor des Gymnasiums in der estnischen Stadt Põltsamaa. Er legte sein Abitur am Hugo-Treffner-Gymnasium ab und studierte danach Geschichte an der Universität Tallinn, wo er 1956 sein Studium abschloss. Von 1967 bis 1971 war er Mitglied des Obersten Rates der Estnischen SSR. Im Jahr 1982 wurde ihm der Ehrentitel „Volkslehrer der UdSSR“ verliehen.